# Madonna col Bambino in trono tra angeli musicanti
La Madonna con Bambino in trono tra angeli musicanti è un  dipinto del pittore portoghese Álvaro Pires de Évora, realizzato circa nel 1430 e conservato nel Chiesa e convento di Santa Croce in Fossabanda di Pisa.

## Storia
In un convento noto fin dal 1233 quando è citato negli Statuti di Pisa, nel 1251, entrano le Suore del Santissimo Salvatore, monache agostiniane di regola domenicana. Nel 1325 la chiesa e il convento furono ricostruiti per le monache domenicane. La struttura del convento (inizio dei lavori nel 1322) si deve a Bartolomeo del Cantone, appartenente ad una famosa famiglia pisana e lettore nel Convento di Santa Caterina d'Alessandria.

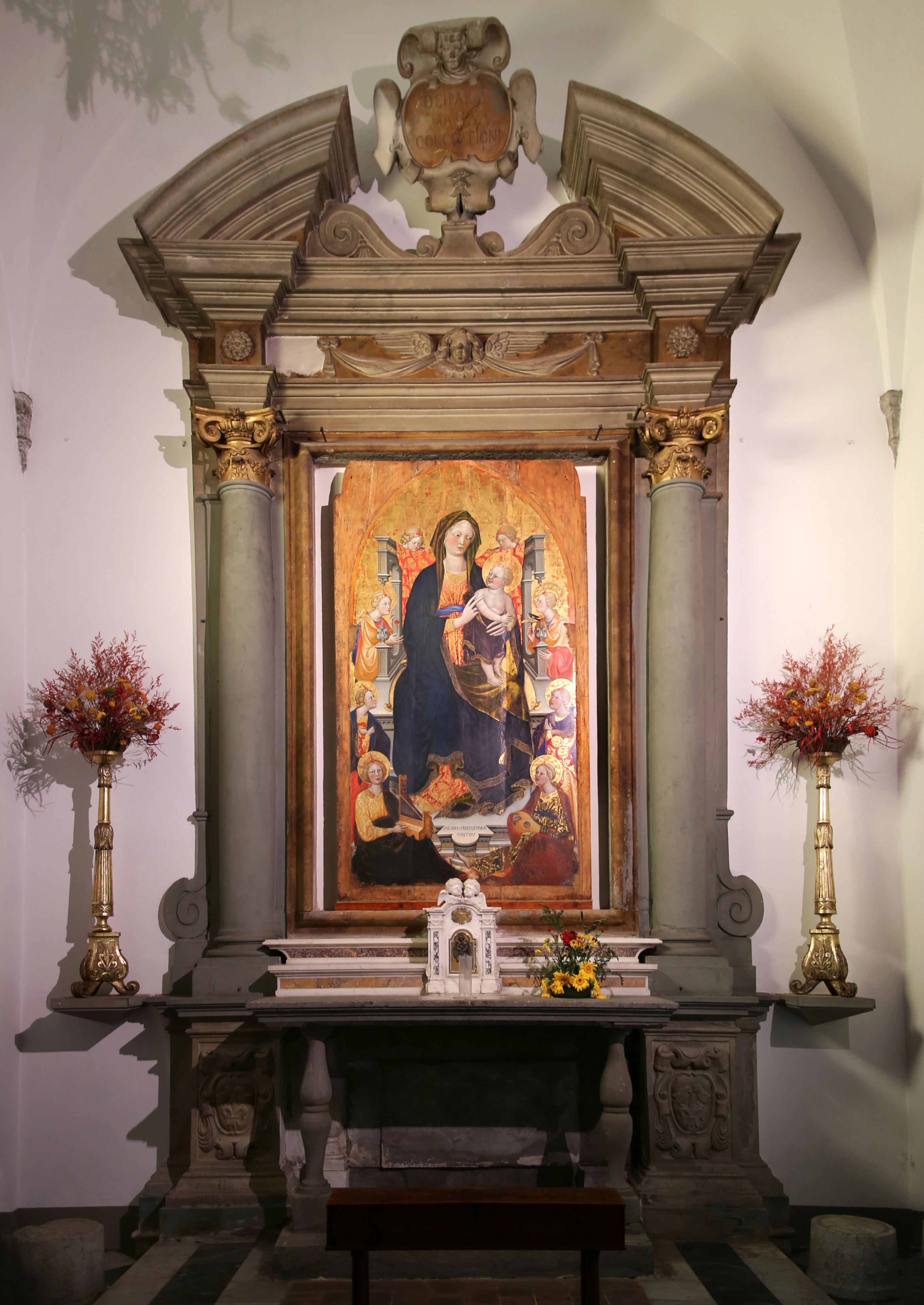
La Madonna col Bambino in trono e angeli musicanti sull'altare laterale della chiesa di Santa Croce in Fossabanda

Il convento di Santa Croce fu restaurato nella sua forma attuale nel XV secolo con il passaggio ai Francescani. Nel 1426 il convento era in totale abbandono, quando fu acquistato dall'aristocratico fiorentino Pietro Neretti, che l'anno successivo lo donò ai frati francescani dell'Osservanza, movimento riformatore dell'Ordine Francescano nato sotto l'ispirazione di San Bernardino da Siena. Questo Convento di Santa Croce fu il sedicesimo convento toscano ceduto ai Frati dell'Osservanza. 
Quando cedette l'edificio ai frati, Pietro Neretti donò anche 4.000 scudi per ricostruire le mura di cinta danneggiate nell'assedio della città del 1408-1409. Con questo denaro il convento fu completamente rimaneggiato, avendo costruito il vasto refettorio e la sacrestia posti accanto alla chiesa, mentre la chiesa viene ampliata e dotata di un loggiato frontale con colonne. Forse il famoso architetto Michelozzo, che visitò Pisa nel 1427-1428, partecipò alla ristrutturazione del convento.
È in conseguenza di questo rifacimento che la tavola Madonna col Bambino tra angeli musicanti di Álvaro Pires viene collocata sull'altare, databile intorno al 1430, dove si trova tuttora.

### Fortuna critica
Secondo Maria Teresa Lazzarini: «vediamo che il trono su cui è seduta la Vergine ha un'imponente struttura monumentale realizzata con una costruzione prospettico-geometrica trifocale, simile al trecentesco […] Álvaro Pires adotta un sistema in cui il la profondità dello spazio è definita architettonicamente, con primi piani, sfondi e sfondo. Nei lavori immediatamente successivi all'esecuzione della tavola di Santa Croce a Fossabanda, Álvaro Pires esprime il desiderio di invertire geometricamente la terza dimensione, la profondità su un unico piano».

## Descrizione

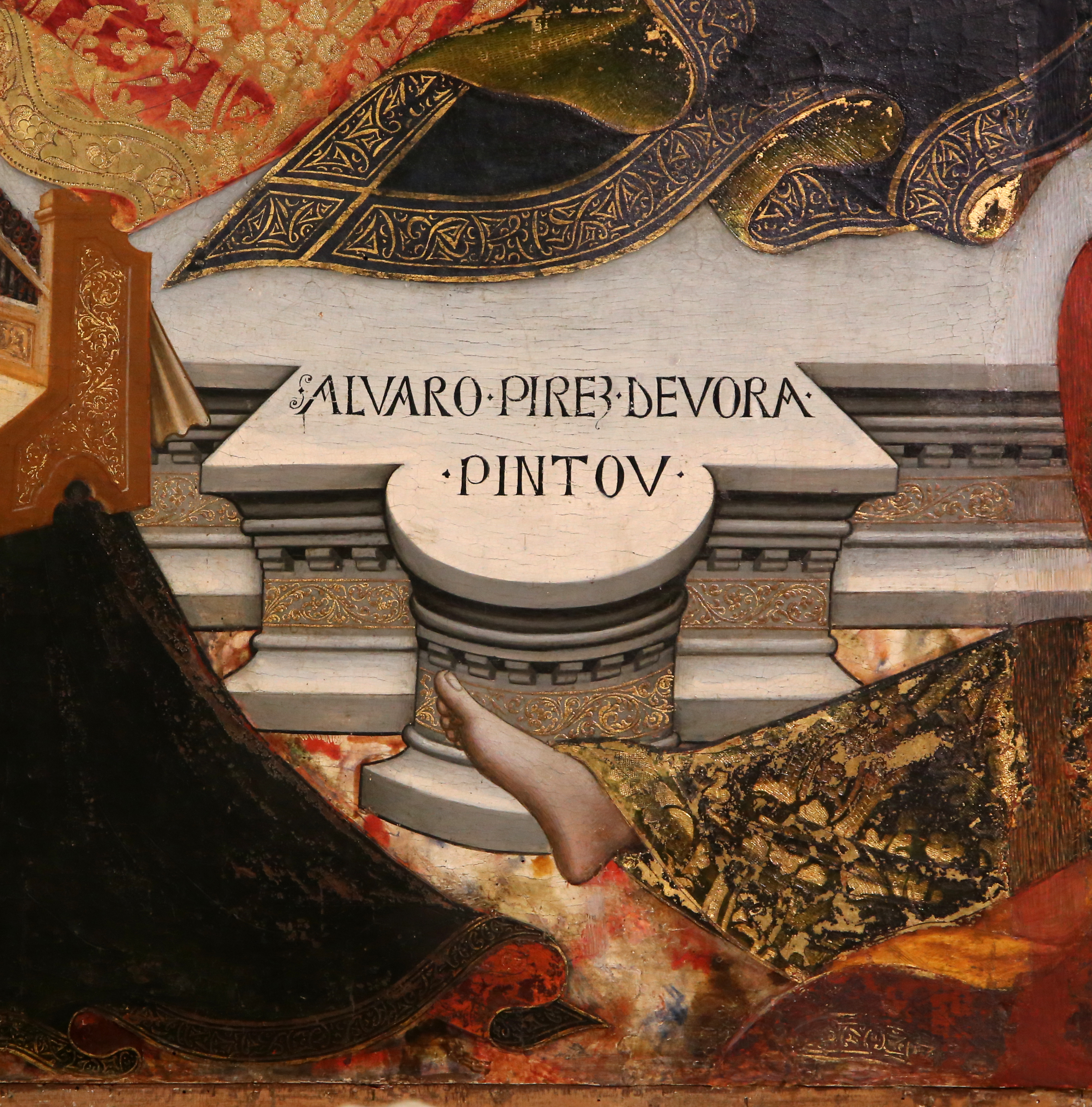
Dettaglio della firma del pittore

La Madonna col Bambino in trono tra angeli musicanti ha fondo d'oro, con splendidi angeli musicali in eleganti vesti azzurre, rosse e dorate, che circondano la figura della Madonna in trono col Bambino in grembo. Secondo la ricercatrice Sónia Duarte, il musicista di sinistra suona un organo portatile e quello di destra suona una chitarra medievale: "Per quanto riguarda gli aspetti musicali della composizione, un aerofono - l'organo portativo - e un cordofono a pizzico - una chitarra - sono rappresentati un duo ricorrente nelle pale d'altare mariane tardo-medievali, soprattutto in territorio spagnolo. Dalla chitarra medioevale, un cordofono suonato sia attraverso un plettro che direttamente attraverso le dita, strumenti contemporanei pervenuti a noi sono rari per la fragilità dei materiali utilizzati nella loro Ha quattro ordini doppi disposti su una cassa a forma di pera, pompato sul retro a doghe.
È probabile che il dipinto fosse il pannello centrale di un polittico, data la forma ogivale dello sfondo nella parte superiore del dipinto e la forma della cornice negli angoli superiori.